# Heraclia elongata
Heraclia elongata là một loài bướm đêm trong họ Noctuidae.